# Repi (ö i Sporaderna)
Repi (grekiska: Ρέπι) är en mindre, obebodd ö i Grekland. Den ligger i ögruppen Sporaderna, strax öster om Skiathos, och tillhör regionen Thessalien. Arean är 0,13 kvadratkilometer.